# Миндерхаут, Хендрик ван
Хендрик ван Миндерхаут (нидерл. Hendrik van Minderhout; 1632, Роттердам — 22 июля 1696, Антверпен) — голландский рисовальщик и живописец-Маринист. Голландец по происхождению, он жил и работал во фламандских городах Брюгге и Антверпене. Его не следует отождествлять с роттердамским художником-пейзажистом Миндерхаутом по прозванию «Зелёный всадник» (нидерл. den groenen Ridder).

## Биография
Сведений о жизни и творчестве художника сохранилось немного. Известно, что он был сыном трактирщика Яна Хейндрикса ван Миндерхаута (? — после 1662) и Лисбет Класдр. Возможно, он учился живописи у Андриса ван Эртфельта. Известно также, что с 1652 года он работал в Брюгге, где в 1663 году стал членом Гильдии Святого Луки. В следующем году Хендрик ван Миндерхаут женился на Маргерите ван ден Брук. У них не было детей.
Около 1672 года Миндерхаут переехал в Антверпен, где также стал членом Гильдии Святого Луки. В Антверпене в 1673 году он женился снова на Анне Виктории Клаус и жил в этом городе до своей смерти. У супругов было пятеро детей, двое из которых, Антон (1677—1705) и Виллем Огюстен (1680—1752), стали художниками.
Хендрик ван Миндерхаут обучал рисунку и живописи своего сына Виллема Огюстена, Лукаса Смаута Младшего, Якоба Балтазара Петерса и Николаса де Векере.

## Творчество
Миндерхаут писал картины на мифологические сюжеты, портреты, но главным образом морские пейзажи: корабли в открытом море, гавани, бухты и пристани, речные виды. Он изображал порты Антверпена, Остенде и Брюгге, а также воображаемые виды средиземноморских и восточных портов с руинами античной архитектуры, подобно произведениям Бонавентуры Петерса и Виллема ван де Велде Младшего.
Было высказано предположение, что такое разнообразие работ с подписью Хендрика ван Миндерхаута указывает на существование двух одноимённых художников, действовавших в одно и то же время. Его более поздние произведения сравнимы с работами голландского художника-мариниста Виллема ван де Велде Младшего.
Живописцы из Антверпена ценили ван Миндерхаута как художника стаффажа. Он писал фигуры в пейзажах местных художников и мастеров-перспективистов, таких как Виллема Шубарта ван Эренберга и Якоба Балтазара Петерса. В санкт-петербургском Эрмитаже имеется одна картина Миндерхаута: «Праздник в Антверпене».

## Галерея
- Рыбный рынок в Антверпене. 1695. Холст, масло. Королевский музей изящных искусств, Антверпен
- Процессия Христа-Искупителя Антверпена 27 августа 1685 года. Между 1687 и 1688. Холст, масло. Прадо, Мадрид
- Битва при Лоустофте 3 июня 1665 года. Дерево, масло. Королевские музеи в Гринвиче, Лондон
- Вид гавани в Брюгге. 1665. Холст, масло. Музей Грунинге, Брюгге
- Вид на средиземноморский порт. Холст, масло. Национальный музей, Варшава
- Восточный морской порт. 1675. Холст, масло. Королевский музей изящных искусств, Антверпен
- Вид восточного порта. 1670. Дерево, масло. Музей Отеля Санделен, Сент-Омер